# Hair Peace Salon
«Hair Peace Salon» (с англ. — «Салон мира и волос») — брит-поп и пауэр-поп группа из Минска, белорусский представитель британского инди-рока. Её музыка выделяется в основном англоязычной лирикой с эмоциональной подачей и резкими перепадами настроения в песнях. Группа была образована в 1998 году и издала полноформатный альбом «Gentleman», а также с дюжину синглов и EP. В середине 2013 года музыканты приостановили сотрудничество и некоторые люди из последнего состава группы, включая фронтмена и сооснователя Олега Вяля, сформировали белорусскоязычную рок-группу «Bristeil», за которой в 2017 году последовало рождение сольного электронного проекта музыканта «Helaiv».

## История

### Ранние годы (1998—2001)
Олег Вяль начал мечтать играть музыку ещё в 1996 году. На следующий год его брат приобрёл для своей группы ударную установку, и это стало первым материальным основанием для начала. Олег хотел присоединиться к коллективу брата, но его не взяли, так как тот ещё не играл ни на каком музыкальном инструменте. В 1998 году будущий вокалист-гитарист собирает двух школьных товарищей, басиста Максима Девиченского и барабанщика Александра Ващило, в группу. Все хотели играть музыку как воодушевлённые музыкальными группами общих друзей, такими как «Jitters», так и известными на весь мир группами, такими как «Nirvana», «Radiohead», «Pearl Jam». Первые годы ребята только учились, как играть, и экспериментировали с новыми идеями и методами написания произведений.

### Первые релизы (2002—2006)
Впервые название «Hair Peace Salon» официально прозвучало со сцены минского клуба «База» 22 февраля 2002 года на концерте-трибьюте Курта Кобейна и группы «Nirvana». Вечер был посвящён дню рождения музыканта, и на нём «Hair Peace Salon» отыграла несколько песен. На тот момент группа состояла из трёх человек: Олега, Максима и Александра, — но последний в том же году покидает группу и его преемником становится Артур Лучков.
Вскоре состав укрепляет соло-гитарист Вадим Дубина. Таким образом, группа на 2003 год собирает классический состав рок-ансамбля из четырёх человек: ритм-гитара, соло-гитара, бас-гитара, барабаны. В марте «Hair Peace Salon» принимают участие в фестивале авангардной музыки и моды в Минске. В рекламных целях группа записывает первый сингл «Next Level», который состоял из двух песен, и он выходит в начале 2004 года.
В июне 2004 года «Hair Peace Salon» вместе с «Jitters» принимает участие в международном фестивале «Piirideta Muusika» (эст. «Музыка без границ»), который проходил в городе Нарва (Эстония). В те годы Артур Лучков и Олег Вяль ещё также играют в брит-рок группе «Jitters», где за бас-гитарой пел Константин Карман, а к тому же оба англоязычных музыкальных коллектива часто выступали вместе на сборных концертах и совместно ездили по фестивалях, так что музыканты хорошо знали друг друга. Коллектив делает шаги на грандж сцену, активно играя на минских клубных площадках на протяжении 2002—2004 годов.
В 2005 году по семейным обстоятельсвам из группы уходит Вадим Дубина. Через четыре месяца после долгих поисков и экспериментов на его место приходит гитарист Вадим Исаев из Жодино, знакомство с которым происходит через «Музыкальную газету» и приход которого делает коллектив более сплочённым и целостным. В июле группа участвует в польском фестивале «Басовище-2005», в декабре — в «Рок-коле-2005» (Полоцк).
Следующий рекламный CD группы выходит в свет в том же 2005 году. Диск включил в себя EP «Hover» с одноимённым заглавным синглом, а сама композиция «Hover» попала на британский сборник альтернативного рока «Spotlight On» издательства «Matchbox Recordings», выход которого датируется 14 ноября 2005 года. В октябре Олег Вяль по определённым техническим и логическим причинам и чтобы больше времени уделять своей группе прекращает сотрудничество с «Jitters», где он параллельно играл на гитаре и был бэк-вокалистом. Под новый 2005 год состав расширил клавишник-вокалист Андрей Козик со стилистически близкой «Hair Peace Salon» группы «Rosary», но в совокупности он поиграл совместно около полугода.
Под конец весны 2006 года Артур Лучков тоже освобождается от побочных обязанностей в «Jitters», а сам год группа провела на сцене, и, кроме концертов по Беларуси, приняла участие в зарубежных фестивалях «пол. Rock bez Igły» (Тыхы), «пол. Wiosło Jaćwinga» (Сувалки), «пол. Fiesta Borealis» (Олецко). К тому же музыканты появились на сборном концерте с участием «Neuro Dubel», «Крама», «N.R.M.», «Indiga» и других известных белорусских рок-коллективов в поддержку серии сборников «Песьні свабоды», который состоялся на площади Бангалор 25 августа 2006 года.

### Gipsy и In Tune (2007—2009)
2007 год стал годом выпуска второго EP, который вместе с концертно-соревновательной активностью за это время принесёт номинацию в категории «Прорыв года» на церемонии «Рок-коронация-2007» в следующем феврале.
Группа выигрывает майский третьфинал по результатам голосования зрителей, итоги которого утвердил гитарист-педагог Владимир Угольник, и сам финал конкурса «ИдиНаРок» в июне с призом записать песню на профессиональной музыкальной студии. Парни играют на больших площадках на праздновании Дня города Минска и на фестивале «Амбасовище», который был проведён посольством США в Беларуси в сентябре, и только из-за махинаций с подсчётом голосов останавливаются в полуфинале международного конкурса «Global Battle of the Bands», в котором они участвовали на протяжении второй части 2007 года.
После проб поиграть вместе с сессионными клавишниками, в том числе на сцене во время фестиваля «Акустика весны» в марте, в связи с полугодичной зарубежной командировкой Константина Кармана, под конец 2007 года число официальных участников группы увеличивается, как тот приостанавливает существование своей группы «Jitters» и приглашается присоединиться к «Hair Peace Salon» на постоянной основе. В группе уже был свой басист, а поскольку Константин Карман недавно купил синтезатор «Roland JP-8000» во время деловой поездки в Шотландию, то он стал клавишником, который поёт вокальные партии, а также сочиняет песни. 28 октября 2007 года EP «Gipsy» был выпущен в свет. Новое обличие группы было показано на концертной презентации мини-альбома, поддержанной выступлениями «Open Space» и некоторых других музыкантов-друзей группы, 18 ноября 2007 года.
25 ноября 2007 года для продвижения нового сотрудничества на лейбле «West Records» был выпущен сплит-альбом «Split Before, Together Now». На CD попали EP «Gypsy» «Hair Peace Salon» и «Pick Me Up» «Jitters» с оригинальным оформлением обложки, на которую были помещены два связанные шнурками детских ботинка как символ того, что раньше было две группы, но с этого времени они объединены. «Парни из „HPS“ всегда восхищались творчеством не очень известной, но любимой в определённых кругах команды „Jitters“. А сегодня они догнали их по мастерству, стали рядом и в чём-то даже обошли», — критик Елена Соболевская из «Музыкальной газеты» подытожила жизненный путь групп в своём обзоре на диск.
В дополнение к регулярным концертам, а их было дано за 2007 год около 30, музыканты успешно участвовали в различных музыкальных конкурсах, таких как «Музыкальный плей-офф» (полуфиналисты), «Золотая акустика» (победители), «Рок-спарринг» (обладатели приза на запись на студии). По результатам последнего конкурса под конец 2007 года Елена «Aresha» Соболевская с портала «LiveSound.by» предсказала, что про музыкантов группы, по мнению Сергея Ясючени, директора «West Records», выбившейся в тренды, «будут писать всё реже и реже, потому что писали о них очень много».
Официальное видео на одноимённый ведущий сингл EP «Hover», в котором был представлен новый облик группы с Константином Карманом, было снято режиссёром Анатолием Вечером в феврале 2008 года, и готовый ролик 16 марта был показан по телевидению в программе «Pro движение+». В первой части 2008 года на студии «OSMOS» был записан и новый сингл «Stand The Rain» — приз победителям музыкального конкурса «ИдиНаРок». В марте группа выступила в передаче «бел. Музычны партал» Первого Национального канала Белорусского радио, где сыграла ещё не изданные песни: «Stand The Rain», «Ice Age», «Borderline».
В это же время Вадим Исаев покидает группу. Это был удар во время сессий записи новой мини-пластинки, и хотя группа пробовала найти нового соло-гитариста, но этого сделать не удалось. Несмотря на это, квартет, который остался, не пожелал ни тормозить темп записи новых произведений, ни уменьшать количество живых выступлений. Презентация нового EP «In Tune» была проведена в день его выпуска 1 ноября 2008 года в клубе «Bronx» с участием Вадима Исаева при поддержке фольклорной группы «Akana-NHS» с Ирэной Котвицкой и Русей. Этот диск был заполнен четырьмя песнями, включая бонусную «Stand The Rain», которая уже выходила на сингле.
Как победительница отборочных туров вместе с «Open Space» в январе 2009 года группа играет на местном финале фестиваля «Bandscan», финал которого должен был пройти в Швеции, но «Hair Peace Salon» занимает только второе место. Музыкальное видео на песню «In Tune» было снято в феврале, а сам завершённый клип был показан публике в декабре того же года. В весеннюю пору Артур Лучков покидает группу в результате разногласий в «Hair Peace Salon», но после коротких поисков Алексей Кузнецов, бывший участник «Prophetic Dream», «Iris7» и некоторых других групп, оказывается в его кресле. В ходе последующего периода года «Hair Peace Salon» активно работала в студии над новыми музыкальными произведениями, обогащала опыт подачи своих акустической и роковых программ, часто, как и в прошлые годы, проводила концерты вместе с дружеской группой, также представителем британской волны «Open Space» и другими.
Победа в отборе за место на сборнике общественной компании «Будзьма беларусамі!» и «Европейского радио для Беларуси» «Budzma The Best Rock / Budzma The Best Rock/New» по времени совпала с участием в проекте «Тузін. Перазагрузка» веб-портала «Tuzin.fm» и «Будзьма беларусамі!», ради чего группа перепела свою песню «Ice Age» на белорусском языке, лирику к которой поэтически перевёл литератор Виталь Воронов, и это стало первой песней ребят на родном языке. Примечательный трек под названием «Студзень» попал на CD-компиляцию проекта, которая была выпущена в свет в декабре 2009 года. В августе 2009 года группа побеждает в национальном отборе, организованном «Будзьма беларусамі!», и съездила в Чернигов (Украина) на фестиваль «Be Free», чтобы представить ту версию песни на родном языке.
В конце 2009 года группа отразила свой новый образ: обновила официальный сайт, дизайн которого был разработан Полиной Пастушенко, режиссёром последнего клипа «In Tune». В декабре 2009 года Алексей Кузнецов покинет группу (позднее Олег Вяль скажет, что уход музыканта произошёл из-за того, что они не играли с этим барабанщиком хорошо в гармонии), и уже в последующие месяцы Владимир Агаян, поклонник группы, который выиграл кастинг, станет его преемником. Таким составом Вяль, Девиченский, Карман и Агаян вчетвером начали работу над полноформатным альбомом.

### Gentleman (2010—2012)
В первые несколько месяцев 2010 года группа принимает участие в открытом музыкальном фестивале «Graffiti Open Music Fest», успешно проходя его раунды, а также добирается до регионального финала конкурса «Рок-ночь», когда 5 апреля 2010 года первый сингл под названием «Happy For A While» с будущего полноформатного альбома был выпущен сначала на китайский рынок с отличной обложкой, чтобы поддержать подписание нового барабанщика, в то время как его мировой выход состоится 5 дней спустя. Этот релиз ознаменовал музыкальный сдвиг группы в сторону пауэр-попа, а альбом с новыми песнями должен был выйти следующей осенью. Новые песни с сингла, как и изменённый дресс-код музыкантов, были представлены 10 апреля в клубе «Broadway» в рамках премьерного шоу вместе с «Drum Ecstasy», «Кассиопеей», «The Stampletons» и другими.
В сентябре 2010 года группа представляет двойной релиз: выход нового рок-н-ролл интернет-сингла «Rolz’n’Rulz» был поддержан экспериментальным EP «HPS Remixed», на который попали 6 песен с двух последних синглов в транс, драм-н-бейс, даунтемпо и других стилистических обработках от ряда диджеев минской электронной сцены. Виктор Семашко как ведущий «Радио Рация» признал эксперимент удачным. 3 декабря 2010 года группа дала онлайн-концерт на «TUT.BY», где исполнила в том числе несколько песен с этих новых синглов.
В пресс-релизе в поддержку сингла и EP было отмечено, что работа над грядущим дебютным альбомом будет завершена в начале зимы 2010 года. Тем не менее на протяжении 2011 года группа продолжила держать фокус на записи произведений для будущего альбома, что ограничило число концертов. Первоначально на диске планировалось издать 11 песен, и темы высокородности, щедрости, силы духа, жажды жизни с толикой причуд и самоиронии должны были пройти через него красной нитью. Вместе с окончанием работы над музыкальной стороной пластинки в конце 2011 года начались поиски «настоящего художника», который бы нарисовал его обложку.
18 марта 2012 года группа сделала официальный анонс своего полноформатника в коротком видео. Музыкальные произведения за последние три года были объединены в альбом «Gentleman», и этот релиз начал быть доступен с официального сайта с 21 марта 2012 года бесплатно с возможностью заплатить столько, сколько вы захотите, для поклонников. Несмотря на предшествующее объявление, только 10 треков появились в финальной версии: один пришлось удалить. На передней обложке и для украшения буклета CD были использованы офорты Сергея Баленка, белорусского художника.
Альбом получил в основном положительную критику: «хорошая, основательная, продуманная и красивая работа. Ну и отдельная благодарность оформлению», «они имеют всё, что нужно — прекрасные голоса, неплохую лирику, отменный звук, безупречное исполнение, грамотную подачу», «„Rolz'n'Rulz“ рулит», «этот коллектив и находится ближе всех к стандартной европейской традиции совмещения рокового инструментария с достаточно попсовой мелодикой», «мелодичные и меланхоличные песни, красивые гитары и узнаваемый высокий вокал Олега Вяля», «очарование „HPS“ не только в стилистической выдержанности, не только в безупречно качественно аранжировочной и композиторской работе, а и в безусловной органичности», «многоголосие, что иногда заставляет вспомнить ливерпульскую четвёрку, придаёт звучанию воздушность и ощущение крупного мазка». В то же время обозреватели покритиковали коллектив за отсутствие яркости и оригинальности, так как запись чувствовалось как обычный альбом британской волны, да за грязноватое гаражное звучание. «Очень славная работа, где ощущается индивидуальность», как было отмечено в обзоре года «Tuzin.fm», была выбрана в несколько топов белорусских альбомов, выпущенных в то время, а её первый трек «Borderline» был отобран в топ лучших современных белорусских песен портала «Lenta.ru».
После выпуска альбома была сделана замена в группе, которая на недолгое время выступала как трио снова: новый барабанщик Александр Степанович был найден в начале августа вместо Владимира Агаяна, который покинул состав. В связи с поисками барабанщика крупное шоу к выходу пластинки «Gentleman» было отложено до 11 октября 2012 года. В этот день «Hair Peace Salon» отыграла сольный концерт на одной из самых популярных площадок Минска, в клубе «RE:PUBLIC». На нём группа исполнила песни с альбома, произведения прошлых лет и несколько кавер-версий своих же песен на белорусском языке, а также презентовала совершенно новую песню-дуэт с Ирэной Котвицкой, вокалисткой этно-джаз коллективов «Akana-NHS» и «Kazalpin», «Гарэла Сасна», работа над записью которой была начата ещё в 2010 году.

### Распад (2013)
В последующие полгода альбом был поддержан рядом дополнительных шоу как в акустическом, так и в роковых форматах. На своём третьем выступлении на ежегодном фестивале «Акустика весны», которое состоялось в марте 2013 года, группа дала послушать свой свежий материал, который позднее будет официально издан уже другим коллективом Олега Вяля «Bristeil» на EP «Cyruĺnia Svietu»: новую песню на белорусском языке «Nieba Abraz» и хит американской певицы Ланы Дель Рей «Video Games», который будет перепет по-белорусски и станет его единственной такой кавер-версией.
Группа получает номинацию в категории «Дебют года» на музыкальной премии «Rock Profi» за альбом «Gentleman». Последнее на данный момент шоу на родине было сыграно 19 мая 2013 года, когда музыканты дали совместный концерт с «Open Space» в минском рок-клубе «TNT». В начале лета они были упомянуты среди конкурсантов за право сыграть на «Басовище-2013», но не были отобраны. Тем не менее в конце августа они вместе с группами «The Toobes» и «Dzieciuki» всё же таки были приглашены представить Беларусь в Польше на фестивале «Cieszanów Rock Festiwal 2013».
Получив некоторый опыт игры дуэтом «VS ½ HPS» весной 2013 года, Олег Вяль и Александр Степанович вместе с двумя другими музыкантами в результате бездеятельности «Hair Peace Salon» осенью создали новую белорусскоязычную рок-группу «Bristeil». Группа «Hair Peace Salon» никогда не заявляла про свой распад, но с 2013 года коллектив не выпускал новых песен в свет.
Сергей Будкин, автор «Будзьма беларусамі!» и редактор «Tuzin.fm», в 2014 году посочувствовал группе, музыканты которой после презентации альбома «оказались в неопределённом состоянии», так как она «имела всё, кроме разве что везения». Олег Климов как корреспондент газеты «Культура» рефлексировал по поводу упадка группы, которая «искренне жаль сгинула преждевременно», в 2017 году, выражая мысль, что Олег Вяль не дотерпел до того момента, дабы его детище «прочно укрепилось на клубной концертной сцене».

## Стиль
Музыканты «Hair Peace Salon», которые начинали на рубеже тысячелетий в качестве группы альтернативного рока, через период инди-рок, брит-рок и брит-поп репертуара первого десятилетия 2000-х в 2010-е стали наиболее известны как исполнители англоязычного пауэр-попа. Песни «Hair Peace Salon», как считают музыкальные критики, в основном наполнены грустными и трагичными мотивами, но не одно из её произведений не выбивается за рамки известного британского рока. Музыка группы дарит эмоции грусти, сопереживания, так что работа артистов больше подходит под определение брит-рока, где часто присутствует депрессивное настроение. «Нечасто можно увидеть, как „Hair Peace Salon“ прикалывается, а ещё реже — как народ под их трагичную музыку отрывается», — Елена «Aresha» Соболевская, концертный обозреватель «LiveSound.by», свидетельствовала в 2007 году. Тем не менее после выхода альбома «Gentleman» в 2012 году Олег Климов как колумнист «Советской Белоруссии» констатировал, что «поначалу исполнявшая скучненький инди-рок группа добавила агрессивности, нервозности в композиции, и теперь под них можно не только зевать, но и отрываться на танцполе».
Ольга Самусик, сотрудница «Музыкальной газеты», рассказывала на страницах издания про выступление группы на «Басовище-2005», лестно оценив её «прекрасный брит-рок»: «Ощутимая претензия на западность звучания. Играют ребята просто обалдеть. „Басовище“ — это уже не их уровень. Не понимаем, зачем они тратят тут своё музыкальное время, им надо покорять европейские высоты… „Hair Peace Salon“ — хорошая группа, особенно для тех, кто является истинным брит-рокером-попером». По итогам сентябрьского концерта в 2006 году обозреватель «Музыкальной газеты» Слэп писал: «Сложилось впечатление, что этой музыке уже тесно в маленьком клубном помещении. По накалу эмоций, качеству материала да его исполнения было очевидно, что парням пора выходить на большие площадки к большой аудитории». В отчёте с небольшого клубного концерта от промо-группы «LiveSound.by» в начале апреля 2008 года Дарья «misty» Иванкова рассказывала про душевно близких к соотечественникам ребят, которые «стали совсем европейскими» и которые даже для узкого круга людей играли, как «будто для стадиона». На следующий год Андрей Черницкий, основатель «LiveSound.by», в статье о январском трибьюте «U2» зачислил брит-рок коллектив в ряд групп, что «заслуженно заняли своё место в столичном мейнстриме», в то время как на 2010 год Сергей «SB» Будкин упомянул группу среди «крепких середняков белорусского рока».
После посещения одного из совместных концертов белорусских брит-рокеров осенью 2007 года Екатерина «Fobia_L» Осипчик с «LiveSound.by» положительно охарактеризовала качество звука и своеобразие стиля «английских господ», по мнению Маши «СкаZка» Сказки оттуда же, и выразила благодарность артистам за внешний вид и музыку, соответствующие британской волне. После прослушивания «настоящей брит-поп» программы «Hair Peace Salon» на концерте в Лицее БГУ в ноябре 2007 года у корреспондента «LiveSound.by» Вики «Кактус» Норко сложилось впечатление, что выступала «не белорусская группа, а великобританские музыканты очень хорошего уровня». Певец Дмитрий Колдун как эксперт портала «Tuzin.fm» на примере кавера «Студзень» выделял американскую мелодику и качество звука группы. Ольга Зингер со слуцкой газеты «Інфа-Кур’ер» в своём репортаже с выступления «Hair Peace Salon» в 2013 году засвидетельствовала, что исполненная ей программа позволяет разделить мысль музыкальных критиков относительно самой британской группы Беларуси, отметив её «очевидно высокий уровень».
В рецензии EP 2005 года «Hover» Олег «О’К» Климов из «Музыкальной газеты» описывал музыку «Hair Peace Salon» как «гитарный рок на английском языке, богатый по мысли, эффектный, отсылающий тебя к прог-музыке (это как если бы брит-рокеры усложнились с какого-то рожна)… отличный вокал. С аранжировочными эмоциями, как и „положено“ в такого рода музыке, — скудновато». В целом звучание коллектива сравнивается с творчеством «Jitters», группы британского рока, все участники которой разделяли эту стилистическую близость, и которым вторил сам главный редактор газеты после прослушивания промо-дисков 2005 года обеих: «О „Jitters“ можно написать всё то, что написано о „HPS“. Может, „життерсы“ малость порезче. А половина состава „Jitters“ и вовсе играет в „Hair Peace Salon“... или наоборот». «Далее „Jitters“ — почти ничего не изменилось — ротация „Hair Peace Salon“ на 50 %», — главный редактор сайта «tvordom.com» Янка Бусел отметил по итогам достойных и ровных выступлений обеих групп подряд в рамках вечера британского рока в марте 2005 года, добавив, что вокал «Hair Peace Salon» «определённо восхищает». СЛЭП как концертный обозреватель музыкального портала «Xlam.by» повторил мысль обоих, ибо «от перемены мест слагаемых сумма не меняется». «Чудесно сплочённым блоком выглядели и слушались „Hair Peace Salon“ и „Jitters“», — отмечала W. для «Музыкальной газеты» в отчёте с весеннего трибьюта «Depeche Mode» в 2006 году, выделив «качественный брит-рок», но и заметив, что «общенародное признание навряд ли случится», ибо менталитет их соотечественников «не под то заточен», что отразило и схожий вывод журналиста «Белорусской деловой газеты» Павла Свердлова.
Как передавала Елена «Aresha» Соболевская через «LiveSound.by» и «Музыкальную газету», с появлением в 2007 году за синтезатром Константина Кармана группа стала играть по-новому, где-то можно было провести параллель с группой «Без билета», а общее звучание стало ещё более глубоким, романтичным и насыщенным. По результатам прослушивания альбома «Split Before, Together Now» она же ещё раз безусловно приписала творчество «минских побратимов группы „Coldplay“», как уже писал Сергей Будкин как корреспондент «Музыкальной газеты» в 2005 году, к британской рок-сцене, потому что «группы, которых относят к брит-попу („Travis“, „Radiohead“, „Muse“, „Blur“, „Coldplay“) имеют много общего, они узнаваемы, следовательно, к чему-то одному их можно приписать… У „салонов“ есть что-то в звучании, близкое всем этим коллективам, со своими особенностями, конечно, но узнаваемое точно так же».
Музыку «Hair Peace Salon» в рецензии этого же альбома Татьяна Замировская из еженедельника «БелГазета» описала словами: «брит-рок с головокружительными переплетениями гармоний а-ля „The Mars Volta“, техничными гитарными арпеджио а-ля „Muse“ и невротически-чувственными интонациями а-ля „Travis“… Кое-какие мелодии „HPS“ необъяснимым образом напоминают новый альбом „Radiohead“ (который вышел после того, как материал данного диска был записан!)». Другое сравнение с «Radiohead» она сделала через «БелаПАН» в 2009 году. Юлия «Ju» Тыневицкая для «Xlam.by» по приезде с «Басовища-2005» также писала про ориентацию «очень интересной группы» на «„Radiohead“ и компанию» ещё в 2005 году, в начале которого коллектив, как отметила WASP для «Музыкальной газеты», «чётко выдержав стиль, по-туманно-альбионовски», отыграл на вечере, посвящённом творчеству «Radiohead».
Сотрудники «Европейского радио для Беларуси» в 2010 году отмечали, что в эфире группу часто путают с «Open Space». Авторы «LiveSound.by» нашли сходство с «Naka» после совместного концерта в мае 2008 года.
EP «In Tune» 2008 года отмечался SLAP для «Tuzin.fm» как «мелодичная, романтичная и наполненная светлой грустью, но очень ритмично сбитая поп-музыка», в то время как концертная программа «Gentleman» освещалась Сергеем Будкиным, музыкальным обозревателем «Будзьма беларусамі!», уже как «мелодичная рок-музыка». Эксперт «Tuzin.fm» Северин Квятковский однажды высказал мысль, что музыка группы напоминает ему группу «Czerwone gitary» и Пола Маккартни в современной брит-поп стилистике. Александр Филимонов, автор «Lenta.ru», в 2013 году подсуммировал мысли всех критиков, констатировав, что группа «демонстрирует бережное отношение к наследию построка, брит-попа, пауэр-попа».
На вопрос Ольги Осокиной из «Бобруйского курьера» о чём их песни Константин Карман в 2012 году отвечал так: «Это изобретение собственной реальности. Мы затрагиваем вечные темы, которые всегда будут актуальны».

## Оценки
Коллеги музыкантов, представители грандж сцены из группы «Caravan», на вопрос «Музыкальной газеты» про команды, которые им нравятся, во втором январском номере 2005 года отметили «замечательные коллективы» «Hair Peace Salon» и «Jitters», так как «они играют оригинальную музыку». Виталий Артист, фронтмен «Без билета», также похвалил оба в 2006 году: «Я очень рад, что довелось представлять нашу страну с такими группами, как „Jitters“ и „Hair Peace Salon“. В Олецко мы по-настоящему „зажгли“. С этого времени там будут больше уважать белорусов». Он же в 2010 году через «Советскую Белоруссию» ещё раз прорекламировал «талантливый проект» «HPS».
Евгений Змушко, вокалист группы «Мутнаевока», в 2007 году через «Музыкальную газету» выделил «Hair Peace Salon» среди групп, вклинится в ряд которых он бы хотел. Алексей Бразговка, фронтмен грандж группы «Karavan», отмечал для «Музыкальной газеты», что всегда приятно играть с группой «Hair Peace Salon». Группа «Детидетей» почитала «Hair Peace Salon», потому что она играет «хорошую музыку». Артур Шустовский, фронтмен группы «In Vino», характеризировал своих соперников по «Global Battle of the Bands» как «интересный, профессиональный, сильный коллектив».
«Что „Hair Peace Salon“ — музыка не для масс, известно уже давно», — писала про группу в 2007 году Елена Соболевская из «Музыкальной газеты», подтвердив мнение Олега «О’К» Климова, высказанное за два года до этого. После посещения весеннего грандж-сейшна 2006 года Анна Сивакова от «Музыкальной газеты» обрисовала выступление группы так: «Необычайно красивая, философская, эмоциональная музыка. Жаль, не всеми приемлемая». «LiveSound.by» описал артистизм «Hair Peace Salon» на фоне совместного концерта «British Lovers» с «Open Space» в июне того же года практически идентичным образом: «Творчество не для всех, в какой-то мере аристократичное, не претендующее на массовость».
«Перед нами наглядный пример того, как коллектив добивается успеха и известности через творчество», — писала Елена «Aresha» Соболевская с «LiveSound.by». Культуролог Максим Жбанков в анализе 2008 года для Беларуси заключил, что выигрышное положение заняли артисты «без явной политической прописки», к которым отнёс и «Hair Peace Salon», представителя «новой гитарной волны». В записке со сборного концерта-панихиды по Курту Кобейну весной 2006 года Анна Сивакова от «Музыкальной газеты» назвала фаворитом «Hair Peace Salon», которая «ввела всех в транс своей живой, эмоциональной психоделикой». «Несмотря на обилие команд, играющих в стиле брит-рок, это музыкальное направление в нашей стране долгое время оставалось в тени. И вот случился прорыв», — встречал выход диска «Split Before, Together Now» Андрей «duckling» Черницкий. Комитет корреспондентов «Европейского радио для Беларуси» во главе с Машей Яр, который давал отчёт о фестивале «Be Free» в 2009 году, сообщал о «красивых мелодиях и гармоничных оборотах» группы, которая привезла «песни, похожие на песни».
Основатель сайта «Ultra-music.com» Виталий Родионов в своей записи с фестиваля «Жывы Гук ON-line» летом 2009 года упрекнул группу за нудность концертной программы, поставив ей в пример группу «The Toobes», но уже через год как член жюри «Graffiti Open Music Fest» засвидетельствовал прогресс «взрослого и известного» коллектива, выступление которого понравилось.
По впечатлениям от живых выступлений группы корреспонденты «Xlam.by» и «Музыкальной газеты» Юлия «Ju» Тыневицкая и Елена «Aresha» Соболевская отмечали хореографию, позитивную энергию и вокальные данные Константина Кармана, «приятный голос» отмечал и ihar с «Xlam.by».
Олег Вяль во время выступления на телеканале «СТВ» в 2010 году был назван «одним из лучших белорусских рок-исполнителей». Елена Соболевская, автор «Музыкальной газеты», по итогам «Акустики весны» весной 2007 года писала, что «вокальные данные Олега не оставляют равнодушным». И под роковый аккомпанемент, по её же мнению, «сильнейший голос Олега… звучит потрясающе», отмечала она в то же время данные вокалиста уже как репортёр «LiveSound.by». Вика «Кактус» Норко с того же ресурса также восторгалась силой «мягкого и приятного» голоса фронтмена. Олег Климов, музыкальный эксперт проекта «Experty.by», в 2012 году приписал его же к числу «лучших отечественных англопоющих рок-вокалистов».
Елена «Aresha» Соболевская с «LiveSound.by» на примере трибьюта «Placebo» в 2006 году подчёркивала чистоту, вежливость и красоту исполнения, «взрослый подход к делу» группы, которую, по воспоминаниям Евжении и Алехандры из «Музыкальной газеты», удовлетворённая публика не хотела отпускать. Master Shablonov в отчёте с вечеринки «Brit Rock Party» для «Xlam.by» в 2007 году припоминал факт, что группу с «самыми лучшими поклонницами» публика любит. В том же году майский вечер «Great Music Evening» запомнился авторам «LiveSound.by» Лёше «Tiktak» Старовойтову выходом «Hair Peace Salon», поднявшим настроение и несколько оживившим публику, ведь, как писала Елена «Aresha» Соболевская, «девчонки перед сценой были довольны на все сто», но после совместного концерта с группой «Glofira» в марте 2008 года Екатерина «Fobia_L» Осипчик уточнила коллег: группа именно дамская. Она же писала про «спокойный, ровный и чистый звук» группы на «Inside Out Fest» в обзоре фестиваля для «LiveSound.by» в 2007 году. Похожими словами обозреватель «tvordom.com» Алесь Менски описал выход группы, выступившей «ровно и интересно», на вечере памяти Джима Моррисона в декабре 2004 года.
Интеллигентность и простоту по отношению к музыкантам «Hair Peace Salon» упоминал Gooffy с «Xlam.by», Оля Кузьмич от объединения белорусских студентов описывала «трогающую интеллигентность», Оля Витушка оттуда же стала свидетельницей интеллигентности и джентльменства артистов. Антрепренёр Ян Бусел из номера группы на открытии белорусского фан-клуба «Radiohead» в марте 2005 года вынес «скромность поведения участников, что подкупает». Диджеи «World Government» рассказали «Experty.by» про группу в 2010 году так: «Они сохранили какую-то чистоту, и у них абсолютно нет пафоса или апломба, что нам очень импонирует». В 2012 году журналист «Европейского радио для Беларуси» Маша Колесникова приглашала на концерт «белорусских джентльменов», которой по его итогам вторила Ирэна Котвицкая через «Будзьма беларусамі!»: «Это джентльмены нашей белорусской сцены, и их утончённость мне очень мила».

## Языковой вопрос
Члены группы, которая на протяжении первых десяти лет была исключительно англоязычной, в одном интервью «Xlam.by» в середине 2000-х годов высказали мнение, что из-за того, что они не пели на белорусском языке, их с трудом приглашали на фестивали и плохо «крутили» по радио, несмотря на качественную творческую работу саму по себе, а на прямой запрос журналиста сайта, будут ли они писать песни на белорусском языке, Олег Вяль и Максим Девиченский ответили отрицательно, в то время другая часть участников во главе с Артуром Лучковым и Андреем Козиком была более склонна попробовать. Вокалист и автор текстов придерживался мнения, что «не всегда хочется, чтобы меня понимали», а басист аргументировал словами: «Кому это будет интересно, тот возьмёт и переведёт».
Константин Карман относительно языкового вопроса пояснял «Tuzin.fm» в 2007 году так: «Мы не поэты — на английском языке писать и излагать мысли даже проще. А наличие в Белоруссии определённой англоязычной культуры означает, что и наша страна прикоснулась к Европе, которая в большинстве поёт по-английски». На подобный вопрос «Европейского радио для Беларуси» в том же году музыканты отвечали, что их выбор есть дань всей роковой музыке, да и «английский язык — это язык рок-н-ролла». «Мы поём по-английски, потому что уверены в том, что англоязычное искусство должно присутствовать здесь. Это приближает нас к европейскому контексту», — говорили музыканты «Tuzin.fm» в 2009 году. В 2014 году Олег Вяль для «Европейского радио для Беларуси» пояснил выбор иностранного языка так: «Мы просто хотели быть ближе к той музыке, которую слушали, — а то, что язык не понимают, — образует для слушателя определённую загадку, а загадка в искусстве — всегда плюс».
Музыкальный редактор радиостанции «Unistar» Александр Ожинский рассказывал «Европейскому радио для Беларуси» в 2009 году, что англоязычный рок «Hair Peace Salon» часто играет на её волнах, так как станция «отдаёт предпочтение качественной популярной музыке» интересной взрослым.
Тем не менее с течением времени музыканты всё же таки «открыли для себя необычайную красоту и мелодичность белорусского языка», как признались в 2015 году информационному агентству «Минск-новости» в воспоминаниях про опыт написания первой такой песни «Студзень». «Идея запеть по-белорусски завлекла нам тем, что это абсолютно новый виток в нашем творчестве, который может привлечь большее число слушателей», — говорили музыканты порталу «Наша Ніва» о сингле в 2009 году, развернув положительный ответ, данный «Tuzin.fm»: «Наш язык — очень клёвый. Потому имеем намерение петь и по-белорусски. Мы же живём тут».
Путь к востребованной белорусизации, который однако будет непонят экспертом «Tuzin.fm» Олегом Хоменко, но который позднее Сергей Будкин определит как «достаточно удачные эксперименты» и «которая им явно идёт», чьё мнение разделит Илья Малиновский, журналист «Европейского радио для Беларуси», вскоре поддержал кавер своей же песни «Gipsy» «Цянькі», также сделанный на лирику Виталя Воронова. «По-своему белорусский язык звучит круто», — размышлял Олег Вяль на запрос «Европейского радио для Беларуси» весной 2010 года. В интервью «Experty.by» весной 2012 года он же отметил: «Белорусский язык для меня стал очень важен. Надеюсь, что мы сумеем реализовать какие-то новые треки сразу на белорусском». Во время премьеры последнего сингла «Гарэла Сасна» на «Tuzin.fm» вокалист и совсем уверил общественность: «Мы и дальше будем стремиться, чтобы родного языка в нашем творчестве было больше».
В целом же в 2014 году в ретроспективе отношений фронтмена с белорусским языком для «Будзьма беларусамі!» и «Tuzin.fm» Сергей Будкин придёт к выводу, что «из уст Олега английский язык звучал полностью самодостаточно и гармонично», но «не менее красиво он поёт и по-своему».

## Название группы

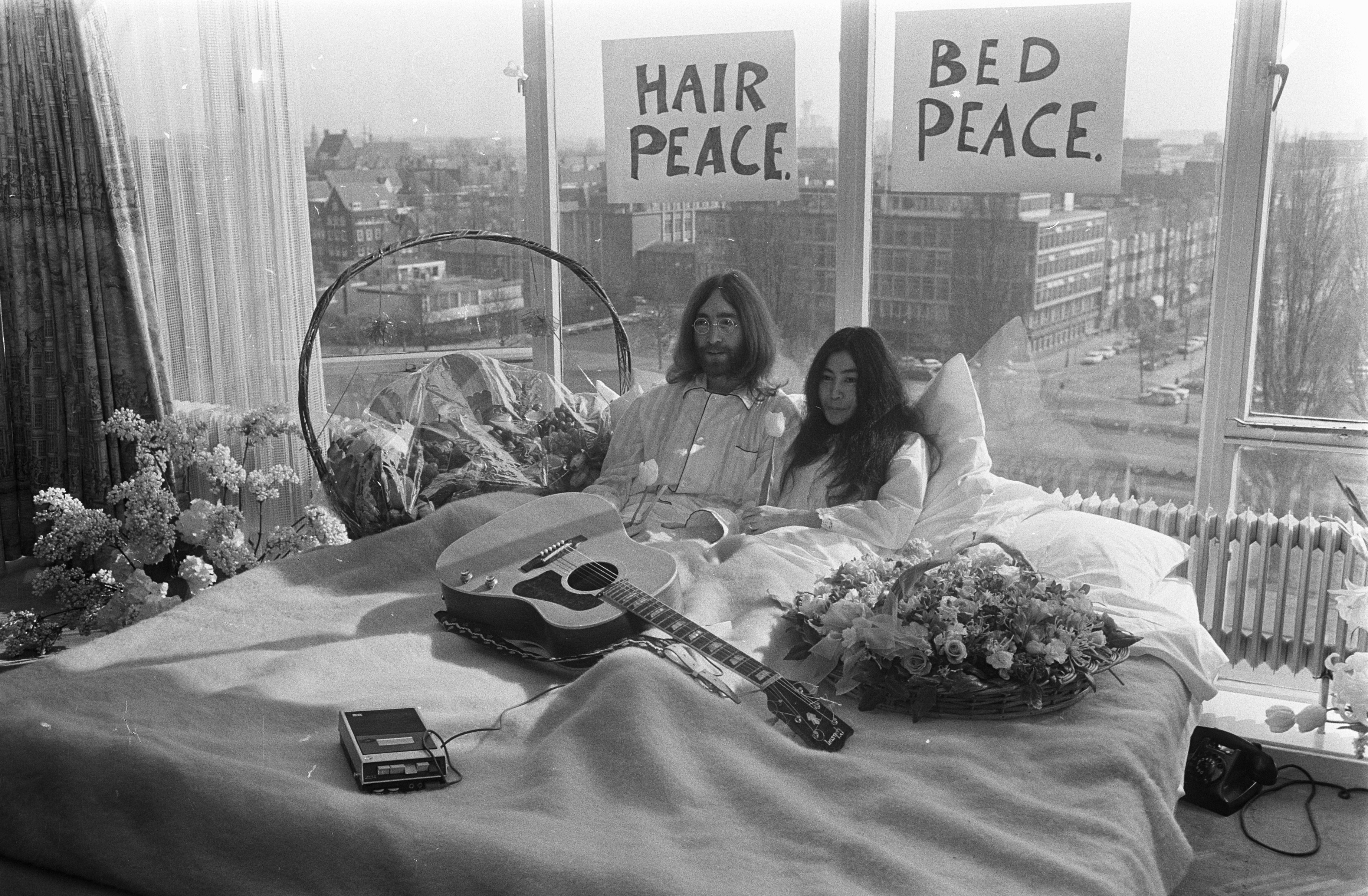
Bed-In for Peace, Amsterdam 1969 — Джон Леннон и Йоко Оно.

Олег Вяль всегда мечтал о долгом, звучном и нестандартном названии своей группы а-ля «Mother Love Bone», «Ugly Kid Joe», «Jefferson Airplane», «Hairspray Queen». Однажды наименование «Hair Peace Salon» было предложено другом артиста, который также писал музыку. Олег Вяль увидел кусочек лирики для его песни под названием «Hair Peace Salon». Его друг взял это написание из одной американской киноленты, это был только всего знак на доме. Олег Вяль провёл исследование и не нашёл никаких групп, которые назывались бы подобно этому, только парикмахерскую в Денвере, Колорадо, США. Второй раз написание «Hair Peace» он нашёл на окне в документальном фильме про Джона Леннона и Йоко Оно «Bed-In».

## Дискография
- «Next Level» (сингл, 2004)
- «Hover» (сингл, 2005)
- «Gipsy» (EP, 2007)
- «Split Before, Together Now» (сплит-альбом, 2007)
- «Stand The Rain» (сингл, 2008)
- «In Tune» (EP, 2008)
- «Happy For A While» (сингл, 2010)
- «HPS Remixed» (EP, 2010)
- «Rolz’n’Rulz» (сингл, 2010)
- «Gentlemen» (альбом, 2012)
- «Гарэла Сасна» (с участием Ирэны Котвицкой) (сингл, 2012)[249][250]

### Участие в сборниках
- «Spotlight On» (2005), трек «Hover»[51][236]
- «我爱摇滚乐 = So Rock! Magazine 98» (2009), трек «In Tune»[123][251]
- «Тузін. Перазагрузка» (2009), трек «Студзень»[237]
- «Budzma The Best Rock / Budzma The Best Rock/New» (2009), трек «Цянькі»[252][253]
- «APS Sound» Volume 1 (2012), трек «Rolz’n’Rulz»[254]
- «The Festival Anthem» от Waxme (2013), трек «Stand the Rain» (Waxme Space Funk Remix)[255]

## Видеография
- «Hover» (2008)
- «Like A Whale» (2009)
- «In Tune» (2009)

## Участники
| - Олег Вяль — ведущий и бэк-вокал, ритм и лид-гитара (1998—2013). - Константин Карман — ведущий и бэк-вокал, клавишные, синтезатор (2007—2013). - Максим «Gandibober» Девиченский — бас-гитара (1998—2013). - Александр Степанович — ударные (2012—2013). | Бывшие участники - Александр Ващило — ударные (1998—2002). - Артур Лучков — ударные (2003—2009). - Вадим Дубина — соло-гитара (2003—2005). - Андрей Козик — клавишные, бэк-вокал (2005—2006). - Вадим Исаев — соло-гитара, бэк-вокал (2005—2008). - Алексей Кузнецов — ударные (2009). - Владимир Агаян — ударные (2010—2012). |

Временная шкала